# Цонка Митева
Цонка Георгиева Митева (18 октомври 1923 г. – 20 май 2011 г.) е българска актриса.

## Ранен живот
Митева завършва Национална музикална академия в класа на професор Людмила Прокопова през 40-те години. След това завършва и актьорско майсторство във ВИТИЗ с преподавател професор Николай Масалитинов.

## Кариера
Прекарва голяма част от кариерата си в Младежкия театър, в чиято трупа е от 1945 до 1987 г., когато се пенсионира.
Митева участва в радио пиеси в БНР, както и в дублажи на филми и сериали през кариерата си. Една от най-известните ѝ роли в радиото е тази на Ружка-Дружка.
През 2002 г. озвучава Бейлин в дублажа на Александра Аудио на пълнометражния анимационен филм „Динозавър“.

## Телевизионен театър
- „Но преди да станем големи“ (1972) (Владимир Голев)
- „Адвокатът Пиер Патлен“ (1968) (реж. Павел Павлов) – жената на адвокат Патлен
- „Кристалната пантофка“ (1965) (Тамара Габе)

## Филмография
- „Инспекторът и нощта“ (1963) – леля Катя
- „Невероятна история“ (1964)
- „Но преди да станем големи“ (1972)[4]

## Звукороли и участия в звукозаписи
Актрисата участва в множество драматизации и записи на стихове за детските градини и училища.
- „Мигове на радост“ (1985) (Учтехпром)